# Tafazzina
La tafazzina è una proteina umana il cui gene TAZ è sito sul cromosoma Xq28, cioè sul braccio lungo del cromosoma X, locus 28. Si trova tra le paia di basi 153.293.070 e 153.303.258. La tafazzina è altamente espressa nel muscolo cardiaco e scheletrico e funziona come una transacilasi fosfolipide-lisofosfolipide (appartiene al gruppo delle aciltransferasi fosfolipide:diacilglicerolo). La sua principale funzione è quella di catalizzare il rimodellamento della cardiolipina immatura nella sua composizione matura, la quale si caratterizza per contenere una predominanza di legami tetralinoleoici.
È stata isolata nel 1996 dalla genetista Silvia Bione e collaboratori, dopo un lungo e intenso lavoro. Per questo è stata battezzata, per auto-dileggio, col nome di "tafazzina", a ricordare la macchietta Tafazzi (personaggio interpretato da Giacomo Poretti), simbolo del masochismo per la strenua volontà di trovarla da parte del gruppo dei ricercatori.

## Fisiologia
Il gene TAZ provvede alla produzione di un gruppo di proteine dette "tafazzine", le quali sembrano avere due funzioni principali:
- giocare un ruolo nel mantenere l'equilibrio di membrana dei mitocondri, in particolar modo agendo sul lipide cardiolipina.
- promuovere la differenziazione e la maturazione degli osteoblasti e prevenire l'immagazzinamento dei grassi nell'adipocita

## Patologia
Sono state individuate più di 70 mutazioni del gene, che comportano tutte una medesima malattia, la sindrome di Barth, seconda forma della 3-metilglutaril aciduria, una miopatia. Le forme più comuni sono la sostituzione di un singolo aminoacido.
Altre malattie causate da difetti di tafazzina sono la "cardiomiopatia dilatativa legata all'X" e un'anomalia di sviluppo del ventricolo sinistro del cuore, la Cardiomiopatia del ventricolo sinistro non compattato.